# Пронефрос
Пронефрос (головная почка, предпочка; от др.-греч. πρό — «впереди» и νεφρός — «почка») — парный орган выделения у зародышей низших позвоночных. У высших позвоночных (в том числе у человека) пронефрос закладывается, но не функционирует.
Выделительные канальцы пронефроса обычно имеют единый фильтрующий аппарат — сосудистый клубочек, расположенный вблизи воронок (нефростомов), которыми канальцы открываются в целом. Другие концы канальцев, сливаясь, образуют зачаток пронефрического канала, который растёт назад и впадает в клоаку. В процессе развития пронефрос сменяется первичной почкой — мезонефросом.
Будучи более простым, но схожим с нефронами млекопитающих, нефрон пронефроса рыб Данио-рерио широко используется в исследованиях, связанных с почками, в частности, для выявления связи между генетикой и развитием заболеваний почек.
Впервые пронефрос был описан в 1829 году Иоганнесом Мюллером.